# Microseguro
Un sistema de microseguro es un sistema que utiliza entre otros el mecanismo de seguro y cuyos beneficiarios son, al menos en parte, personas excluidas de los sistemas formales de protección social, particularmente trabajadores de la economía informal y su familia. Los sistemas de microseguro son diferentes de los sistemas de protección social destinados a cubrir a los trabajadores de la economía formal. La adhesión no es obligatoria (pero puede ser automática) y los afiliados pagan cotizaciones que cubren al menos una parte de las prestaciones. 
La expresión "sistema de microseguro" designa a la institución que ofrece el seguro (por ejemplo: una mutua de salud) o a un grupo de instituciones (como en el caso de articulaciones) que ofrecen el seguro o al servicio de seguro como tal propuesto por una institución que tiene otras actividades (por ejemplo: una institución de microfinanzas).
Esta manera de seguro está ampliamente implantada en países de América Latina, Sudeste Asiático, en India y en los últimos años está alcanzando gran difusión en África Subsahariana.

## Mecanismo
El uso del mecanismo de seguro supone:
- el pago por anticipación y la mutualización  de los riesgos: el anticipo de las cotizaciones (antes del acontecimiento de los riesgos) puestas en común,
- la repartición de los riesgos : las cotizaciones puestas en común se utilizan para dar una compensación monetaria a las personas afectadas por los riesgos que cubre por el sistema, y las personas no afectadas por ellos no recuperan sus cotizaciones,
- garantía de cobertura: una compensación financiera por un cierto número de riesgos conforme a un paquete de prestaciones definido previamente.

## Riesgos cubiertos
Los sistemas de microseguro cubren riesgos diversos (salud, vida, etc.); los productos de microseguro más frecuentes son:
- Microseguro de vida (y planes de ahorro para jubilación),
- Microseguro de salud (hospitalización, tratamiento primario, maternidad, etc.)
- Microseguro de incapacidad / discapacidad
- Microseguro de cosecha